# سد اسوان
سد اسوان سدی در کشور مصر است که با طرحی عظیم و برای جلوگیری از طغیان‌های رودخانه نیل ساخته شده‌است. این سد به برقراری جریان مداوم آب در تمام طول سال کمک کرده‌است و نیز برق کارخانه‌ها و منازل مسکونی شهرهای گوناگون کشور مصر را تأمین می‌کند.
برنامه‌ریزی برای ساخت این سد در آلمان صورت گرفت و سپس مصری‌ها با کمک اتحاد جماهیر شوروی آن را ساختند. دریاچه سد ایجاد شده پس از آبگیری این سد که دریاچه ناصر نام دارد، هم‌اکنون از نظر گنجایش ذخیره‌سازی آب در رتبه ششم فهرست بزرگترین سدهای جهان قرار دارد.

## طغیان نیل
از زمان‌های قدیم، هر ساله رودخانه نیل طغیان می‌کرد.این سیل‌ها، لجنهای حاصلخیز را بر روی زمین پراکنده می‌ساخت و به کشاورزان کمک می‌کرد تا محصولات خود را به عمل آورند. اما بعضی مواقع جاری شدن سیلاب‌های زیاد و بیش از اندازه، خانه‌ها و زمین‌های زراعی را ویران می‌کرد و در بقیه روزهای سال، خشکسالی همه جا را فرا می‌گرفت.

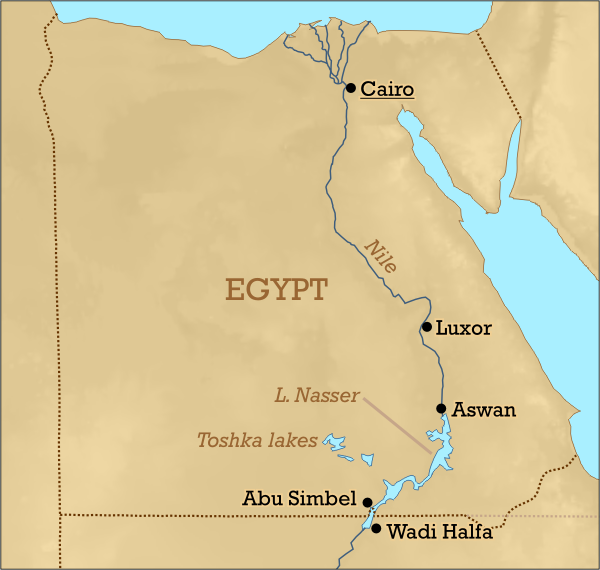

## مهار نیل
برای کنترل این سیل‌ها، در سال ۱۹۰۲ میلادی مهندسین سدی در جنوب شهر آسوان ساختند. ارتفاع این سد در سال ۱۹۱۲ و سپس در سال ۱۹۳۳ افزایش یافت. اما این سد نمی‌توانست رودخانه نیل را کاملاً مهار کند. کار ساخت سد عظیم آسوان در سال ۱۹۶۰ میلادی آغاز شد. خاک ، سنگ گرانیت ، خاک رُس و سیمان اصلی‌ترین مصالح بکار گرفته شده در ساخت این سد هستند. طول تاج این سد برابر ۳۸۳۰ متر، ارتفاع آن ۱۱۱ متر و ضخامت آن در قسمت تاج ۴۰ متر می‌باشد. ضخامت پایه سد که بر بستر رودخانه قرار دارد ۹۲۵ متر است. ساخت این سد حدود ۱۰ سال به طول انجامید.

## دریاچه ناصر
سد عظیم آسوان در سال ۱۹۷۱ میلادی رسماً افتتاح شد. در فصول بارانی، این سد از طغیان آب رودخانه نیل جلوگیری می‌کند. هنگام انباشته شدن آب رودخانه در پشت این سد، به تدریج مخزن آبی به طول بیش از ۵۰۰ کیلومتر تشکیل می‌شود. این دریاچه مصنوعی پس از فوت جمال عبدالناصر رئیس‌جمهور سابق مصر، دریاچه ناصر نامیده‌شد. این دریاچه هم‌اکنون از نظر گنجایش آب در رتبه ششم فهرست بزرگترین دریاچه سدهای جهان قرار دارد.

## تشکیل دریاچهٔ سد
حدود ۵۰ هزار نفر از مردم به دلیل وسعت دریاچه سد(دریاچه ناصر)، مجبور به ترک خانه‌های خود شدند. آن‌ها به یک منطقه زراعی جدید در ۵۰ کیلومتری شمال شهر آسوان مهاجرت کردند. چندین جزیره و معبد قدیمی در معرض سیل قرار گرفتند، ولی برخی از آن‌ها از این حادثه مصون ماندند. در عملیاتی وسیع و گسترده، معبدهای رامسس دوم و نفرتاری به آجرهای ۳۰ تنی تقسیم شد و سپس دوباره این آجرها، یک به یک در تپه‌هایی مشرف به رودخانه نیل کنار هم سوار شدند.این کار طاقت فرسا ۴ سال به طول انجامید. همچنین سایر معابد کوچک نیز از جزیره ای در نیل که در حال فرورفتن در آب بود، انتقال داده شدند.

## فواید
آب‌های ذخیره شده در دریاچه ناصر، زمین‌های زراعی را در دوره خشکسالی و همچنین در تمام طول سال آبیاری می‌کند. اکنون محصولات بیشتری به عمل می‌آید و غذای تولید شده برای تغذیه جمعیت رو به رشد مصر کافی است. آب‌های اضافی که از سد سرریز می‌کنند، توربین‌هایی را به حرکت در می‌آورند که نیمی از برق مصر را تأمین می‌کند.

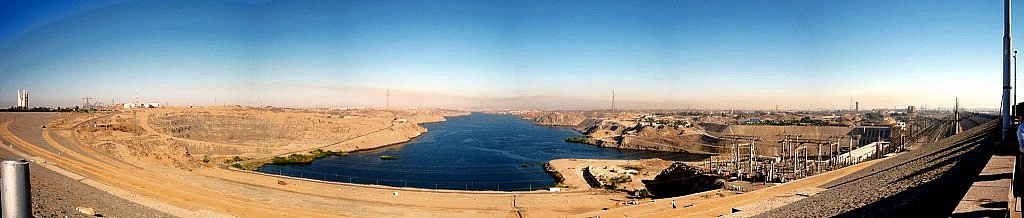

## مشکلات

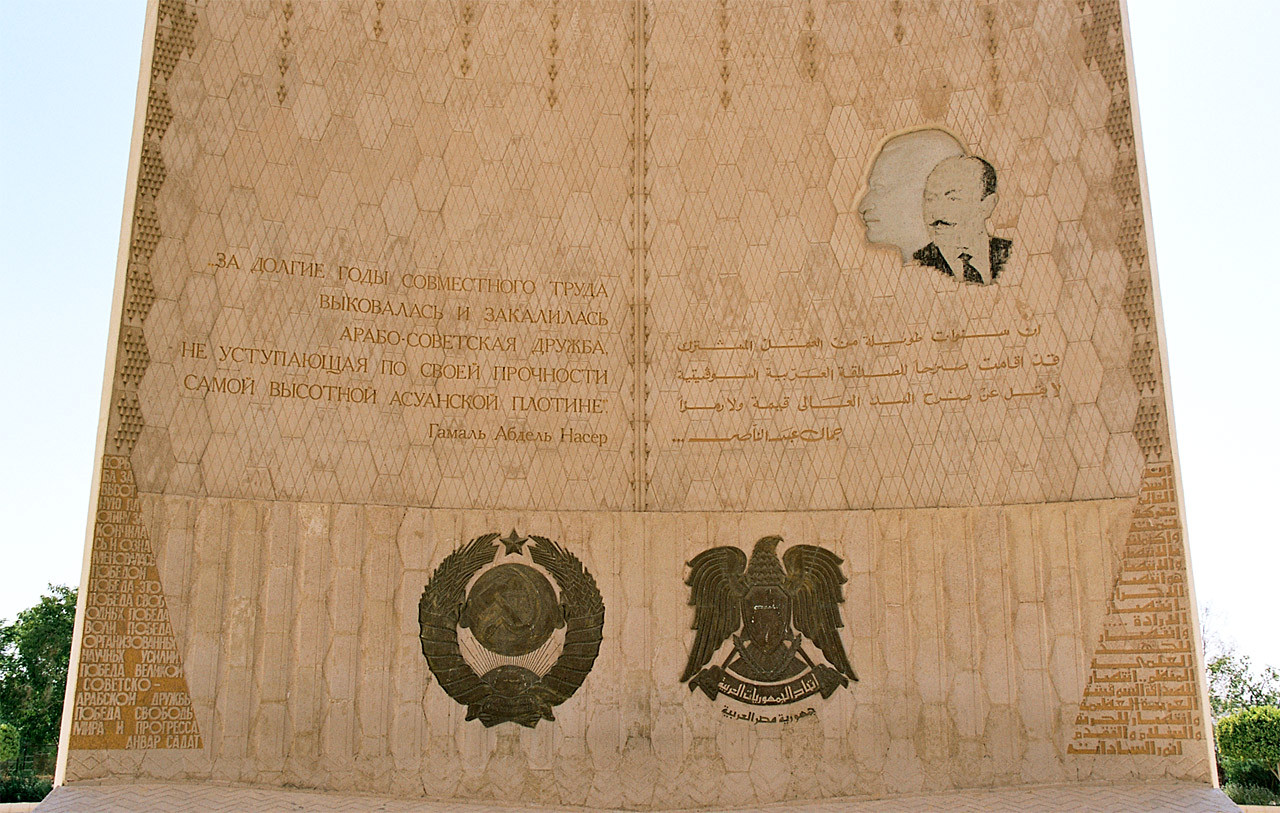
کتیبه سد اسوان

علاوه بر مزایای فوق، این کوشش بشر برای غلبه بر طبیعت، مشکلاتی نیز پدید آورده‌است.این سد از حرکت لجن‌های حاصلخیز به سمت پایین رودخانه جلوگیری می‌کند و باعث می‌شود تا کشاورزان برای حاصلخیز کردن زمین‌های زراعی خویش، ناگزیر از مواد شیمیایی بیشتری استفاده کنند. از زمان ساخت این سد، کرم‌های کوچکی که در حلزونهای آبی رودخانه نیل وجود دارند، نوعی بیماری را شایع کردند. در قدیم سیل‌های سالانه از افزایش این حلزون‌ها جلوگیری می‌کرد. بالا آمدن آب، نمکها را به سطح رودخانه آورده و موجب بایر شدن زمینهای کشاورزی شده‌است.